# Servicio de comunicación personal
El Servicio de Comunicación Personal o PCS por sus siglas en inglés es el nombre dado para los servicios de telefonía móvil digital en varios países y que operan en las bandas de radio de 1800 o 1900 MHz.
Servicio de Comunicaciones Personales o PCS es el nombre de la frecuencia de 1900 MHz de banda de radio digital utilizada para servicios de telefonía móvil en Canadá, México y los Estados Unidos. Acceso múltiple por división de código (CDMA), GSM, y D-AMPS sistemas se pueden utilizar en las frecuencias PCS. La FCC, así como Ministerio de Industria de Canadá, dejar de lado la banda de frecuencias de 1850-1990 MHz para uso de teléfonos móviles en 1994, como la original banda de teléfonos celulares a 824-894 MHz se está convirtiendo en hacinamiento. Dual-band GSM teléfonos son capaces de trabajar tanto en los 850 y 1900 MHz, a pesar de que son incompatibles con 900 y 1800 MHz europeos y asiáticos. Sin embargo, GSM "teléfonos mundiales" (algunos de los cuales son conocidos como tri-banda o quad-band teléfonos, porque operan en tres o cuatro diferentes bandas de frecuencia, respectivamente) ofrecen las compañías aéreas de América del Norte de apoyo a nivel europeo y nacional frecuencias. Fuera de los EE. UU., PCS se utiliza para referirse a GSM-1900. En Hong Kong, PCS se utiliza para referirse a GSM-1800.
Sprint fue la primera empresa en establecer una red PCS, que es un GSM-1900 en la red Baltimore-Washington área metropolitana en los EE. UU. Eventualmente, sin embargo, Sprint red que convierte a la tecnología CDMA y GSM vendió la infraestructura a Omnipoint, que más tarde pasó a formar parte de T-Mobile EE. UU.,